# 룽이
룽이(중국어: 戎毅, 1994년 11월 11일 저장성 항저우시 ~ )는 중국의 바둑 기사이다.

## 약력
- 2007년 입단